# Dominique Warfa
Dominique Warfa, pseudonyme de Thierry Stekke (pseudonyme : Jean-Marie Gérard) est un écrivain, nouvelliste et critique littéraire belge de science-fiction, né à Liège (Belgique) le 30 avril 1954.

## Publications

### Recueils de nouvelles
- Série « Un imperceptible vacarme », quatre volumes (2013)
  - Lointaines et limitrophes
  - Quantiques et consciences
  - Imminentes et dissemblables
  - Ultérieures et noires

- Lagune morte et autres nouvelles (2024)

### Nouvelles
- Le recueil Lagune morte et autres nouvelles (2024) comporte les nouvelles suivantes :
  - Aux couleurs d'un rivage blond
  - Rituel pour un homme claustré
  - Comme un visage de vieil indien buriné
  - Éveil
  - Les Lumières de Bellaire
  - Un imperceptible vacarme
  - Cruelle création
  - La Danse de l'aigle
  - La Bulle d'Eben-Ezer
  - La Voile verte
  - Le Danseur absolu
  - Lagune morte
  - Une saison sang et marine
  - Un bal sur Tempête
  - L'Académie des liqueurs rares
  - De cuivre et d'ambre
  - Les Hommes-Sœurs d'Hermonville (publiée aussi dans Les Galaxiales - L'Intégrale (2022), direction Richard Comballot)

- Nouvelle indépendante
  - L'Homme en armes et l'âme en peine (publiée aussi dans Les Galaxiales - L'Intégrale (2022), direction Richard Comballot)

### Novellas
- Le Danseur absolu (1997)

### Nouvelles
- L'Académie des liqueurs rares, 2013
- Aux couleurs d'un rivage blond, 1977 (Fiction n° 280, mai 1977)
- La Bulle d'Eben-Ezer, 1996  (Bibloupe, n° 9, juillet/décembre 1996)
- Camion rouge, désespoir d'un soir, 1992  (éd. Librospace, n° 4, rapport de progrès de la 19e convention française et 4e convention francophone de Redu sous la responsabilité de Serge Delsemme)
- Comme un visage de vieil indien buriné, 1985  (in Jean Ray... en miroir, anthologie composée par Dominique Warfa, éd. P.O.C., mars 1985
- La Crosse et l'épée, 1995 (Yellow Submarine, n° 115, juin 1995)
- Cruelle création, 1995
- Cyber-vote, 1995 (Octa, n° 54, octobre-novembre 1995)
- Cyborgie, avec Parviz George AMINIAN, Alain DARTEVELLE, Serge DELSEMME, Claude DUMONT, Alain LE BUSSY, Anne SMULDERS et Véronique VEXIN, 1992
- La Danse de l'aigle, 1996  (éd. Xuensè, n° 41, mai 1994)

### Recueil d'articles
- Une brève histoire de la science-fiction belge francophone et autres essais (2015)

### Directeur d'anthologies
- Au nord de nulle-part (1992)
- Jean Ray... en miroir (1985, recueil d'articles)
- Le Réseau des Correspondants d'Infini n° 2 (1997)
- Le Réseau des Correspondants d'Infini n° 3 (1997)
- Le Réseau des Correspondants d'Infini n° 4 (1998)

### Critique littéraire
Il a rédigé une centaine d'articles de critiques littéraires (Liste).

### Illustrateur
- Au nord de nulle-part (1992)